# 1+1
«1+1» es una canción interpretada por la cantante estadounidense Beyoncé, publicada el 25 de mayo de 2011 como un sencillo promocional por la compañía discográfica Columbia Records. Es el tema de apertura de su cuarto álbum de estudio, 4, y fue compuesta y producida por la cantante, Christopher Stewart y The-Dream, quien había planeado originalmente incluir «1+1» en su tercer álbum, Love vs. Money (2009), con su título original, «Nothing but Love». Es una balada de géneros soul y rhythm and blues contemporáneo de estilo downtempo, cuya letra hace referencia a los placeres del amor y el sexo y expresa la declaración de amor conmovedora.
En términos generales, «1+1» recibió elogios de la crítica, que señaló su parecido con las obras de los cantantes Prince y Sam Cooke y destacó su instrumentación suave, que resalta la voz de Beyoncé. El tema alcanzó el puesto número 82 en los conteos Canadian Hot 100 y 57 en Billboard Hot 100. Beyoncé, junto con Lauren Briet y Ed Burke, dirigieron el videoclip, estrenado el 26 de agosto de 2011. Al contrario que otros vídeos de la cantante, no contiene intensos números de baile, sino que incluye efectos visuales psicodélicos, lo que le da un ambiente de película. Recibió comentarios favorables, que señalaron las diferencias con los típicos videoclips de la cantante. El vídeo de Beyoncé ensayando la canción entre bastidores previamente a su actuación en el programa American Idol, grabado por Jay-Z con un teléfono con cámara y publicado en la red poco después, recibió una considerable cobertura en diferentes medios de comunicación.
La balada figuró en el repertorio de un concierto gratuito de la serie de recitales de verano de Good Morning America, el especial A Night with Beyoncé de ITV, su revista 4 Intimate Nights with Beyoncé —celebrado en el Roseland Ballroom de Nueva York— y las giras mundiales The Mrs. Carter Show World Tour (2013) y The Formation World Tour (2016). Las actuaciones de Beyoncé obtuvieron comentarios positivos. Las cantantes estadounidenses Dondria y Tiffany Evans interpretaron versiones del tema; esta última presenta modificaciones en la letra.

## Antecedentes y lanzamiento

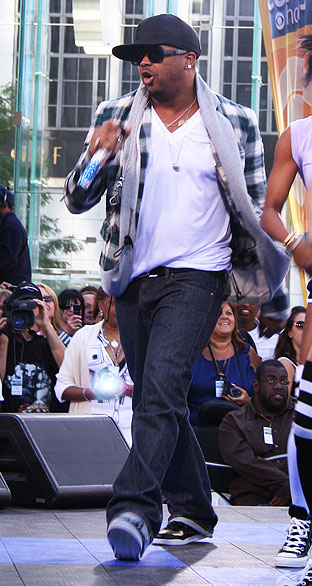
The-Dream, cocompositor de «1+1», planeó incluirla en su álbum Love vs. Money

Beyoncé, Terius «The-Dream» Nash y Christopher «Tricky» Stewart compusieron y produjeron «1+1». La producción y la grabación tuvieron lugar en Studio at the Palms en Paradise, Nevada y en Triangle Sound Studio en Atlanta, Georgia. The-Dream originalmente tituló la canción «Nothing but Love», con la intención de incluirla en su tercer álbum de estudio, Love vs. Money (2009). Poco después de que «1+1» se publicara en Internet, Beyoncé interpretó la balada en público acompañada por un piano durante la final de la décima temporada de American Idol, el 25 de mayo de 2011 en el Nokia Theatre de Los Ángeles; la cantante declaró: «Esta es mi canción favorita». Beyoncé llevaba un vestido púrpura en esta actuación, que incluyó varios efectos visuales, entre ellos una máquina de humo y luces rojas.
La compañía discográfica Columbia Records publicó «1+1» únicamente en Australia y Norteamérica como un sencillo promocional de 4, el 25 de mayo de 2011 en formato de descarga digital. La canción se puso a la venta tras la presentación de Beyoncé en American Idol; las personas que preordenaron 4 en la tienda iTunes recibieron una descarga gratuita del tema el 25 de mayo. Por su parte, «1+1» no se envió a las radios estadounidenses, ya que «Best Thing I Never Had» fue elegida como el segundo sencillo de 4 en su lugar, después de «Run The World (Girls)». Tony Duran realizó la portada del sencillo.

## Descripción
«1+1» es una balada de estilo downtempo, perteneciente a los géneros rhythm and blues contemporáneo y soul, con influencias del indie rock. La canción cuenta con un ritmo «poco pronunciado, casi inexistente» y con una guitarra y un piano como base instrumental, con campanillas de viento, cuerdas, sintetizadores, un bajo con influencias funk y un órgano de tubos como acompañamiento. Según la partitura publicada en Musicnotes por EMI Music Publishing, «1+1» está compuesta en un compás de 12/8, en la tonalidad de sol♭ mayor y con un tempo de 50 pulsaciones por minuto. El registro vocal de Beyoncé abarca desde la nota grave sol♭3 a la aguda do♭6. «1+1» muestra la voz insistente y desgarrada de la cantante; en una entrevista concedida a Ray Rogers, de la revista Billboard, ella afirmó que quería que este álbum expusiera este aspecto de sus habilidades vocales: «Hago bastante uso de una voz áspera y aguda, que la gente puede oír en mis presentaciones en directo, pero no necesariamente en mis grabaciones». La instrumentación discreta permite que la voz de la cantante resalte los puntos emocionales culminantes, con un estilo de vocalización que, según Amos Barshad de la revista New York, es similar al de Whitney Houston, opinión compartida por Tim Finney de Pitchfork Media.
Varios críticos, entre ellos Matthew Perpetua de Rolling Stone, señalaron que «1+1» es comparable a las canciones «Wonderful World» (1960) de Sam Cooke y «Purple Rain» (1984) de Prince. Brandon Soderberg de Pitchfork Media explicó que la línea de «Wonderful World» don't know much about algebra —«no sé mucho de álgebra»—, fue incorporada durante la concepción de «1+1» por sus productores, que sin embargo acentuaron su «sensación de canción de amor». Soderberg añadió que «1+1» posee una gran similitud con «Purple Rain», en que ambas canciones contienen «guitarras tenues, pianos melodramáticos» y en que «Beyoncé hace a veces gala de un gemido agudo parecido al de Prince». Jillian Mapes de la revista Billboard escribió que el solo de guitarra es similar a las power ballads de Bon Jovi.

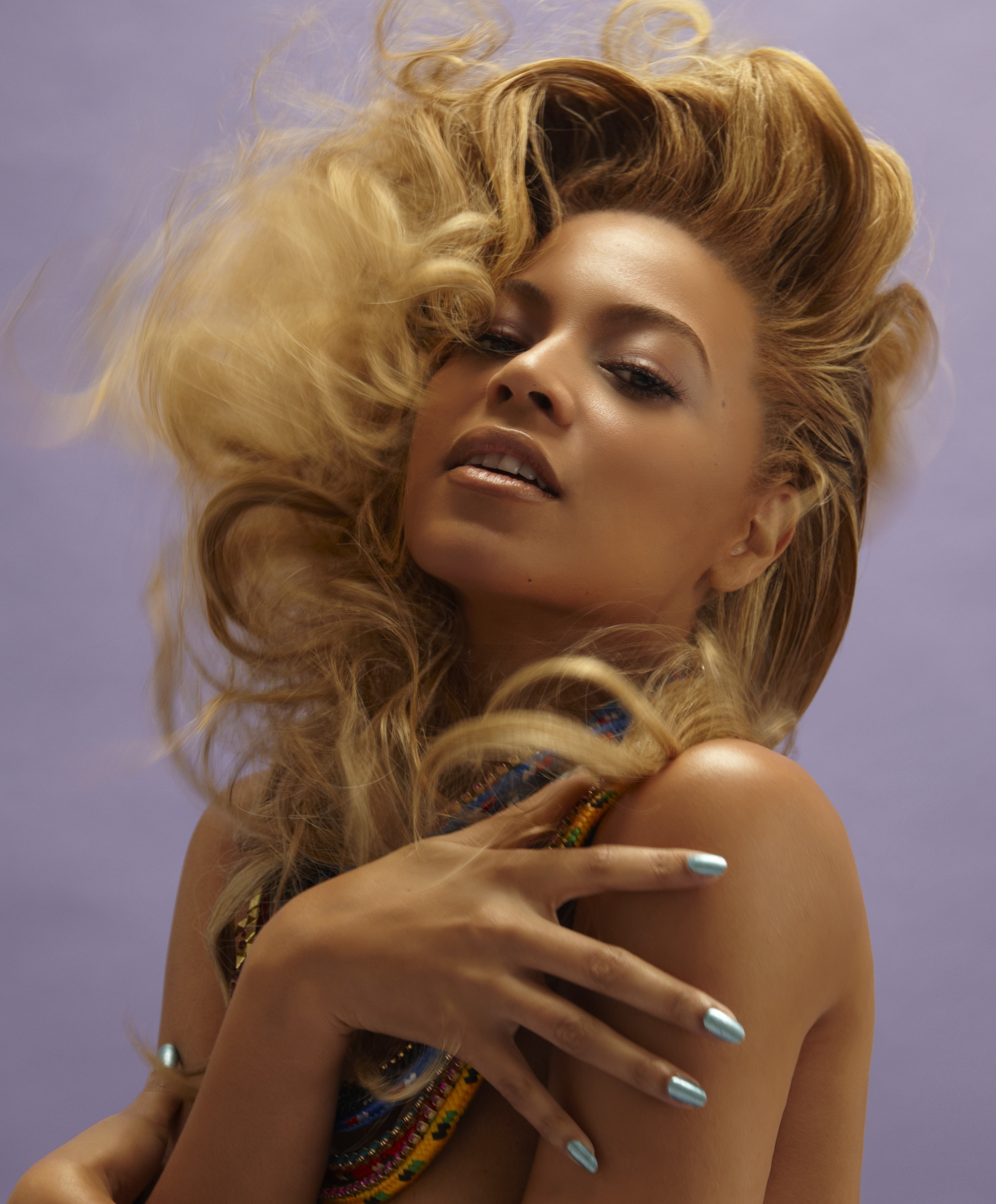
Beyoncé en la imagen promocional de «1+1»

«1+1» comienza con un arreglo indie rock de baja fidelidad con arpegios de guitarra distorsionada y un órgano tenue. La intérprete canta una melodía llena de cambios hablando alternativamente de los placeres del amor y el sexo. La letra hace referencia a la aritmética; en el primer verso el yo lírico declara a su amado que lo único de lo que está seguro es de sus sentimientos por él, I don't know much about algebra, but I know that one plus one equals two ... If I ain't got something, I don't give a damn / 'Cause I got it with you —«No sé mucho de álgebra, pero sé que uno más uno es dos... Si me falta algo, no me importa / porque contigo lo tengo»—. En los versos del preestribillo, expresa su confianza en su hombre, sin el que se siente incompleto, cantando: And it's me and you, that's all we'll have when the world is through / Because baby we ain't got nothing without love / Darling, you got enough love for the both of us —«Tú y yo es todo lo que nos quedará cuando el mundo se acabe / porque, cariño, no tenemos nada sin amor / Querido, tienes suficiente amor para los dos»—.
Brandon Soderberg de Pitchfork Media comentó que Beyoncé mezcla «la vulnerabilidad y la confianza» en el estribillo, donde repetidamente le pide a su amante: «Make love to me when my days look low / Pull me in close and don't let me go / Make love to me when the world's at war / That our love will heal us all» —«Hazme el amor cuando tenga malos días / abrázame y no me sueltes / Hazme el amor cuando el mundo esté en guerra / que nuestro amor nos curará a todos»—, mientras que la música continúa en un tono constante y suave, con solo unos pocos acordes de piano sobre la base de un riff de guitarra pulsada. El verso sobre hacer el amor en circunstancias apocalípticas —So when the world's at war / Let our love heal us all, en español «Cuando el mundo esté en guerra / deja que nuestro amor nos sane a todos»—, proyectan el sentimiento universal de que «todo lo que necesitas es amor» según Mapes. En el segundo verso, Hey! I don't know much about guns but I ... I've been shot by you —«¡Oye! No sé mucho de armas, pero me han alcanzado tus disparos»—, la voz de Beyoncé sube una octava completa para cantar el último «you». Luego continúa: Hey! And I don't know when I'm gonna die, but I hope that I'm gonna die by you / Hey! And I don't know much about fighting, but I, I know I will fight for you / Hey! Just when I ball up my fist, I realize that I'm laying right next to you —«¡Oye! Y no sé cuando voy a morir, pero espero morir a tu lado/ ¡Oye! Y no sé mucho sobre luchas, pero sé, sé que voy a luchar por ti / ¡Oye! Justo cuando empuño la mano me doy cuenta que estoy echada junto a ti»—. Según Thomas Conner del Chicago Sun-Times: «Estas líneas pretenden mostrar que el amor lo conquista todo». La canción finaliza con un solo de guitarra eléctrica.

## Recepción crítica

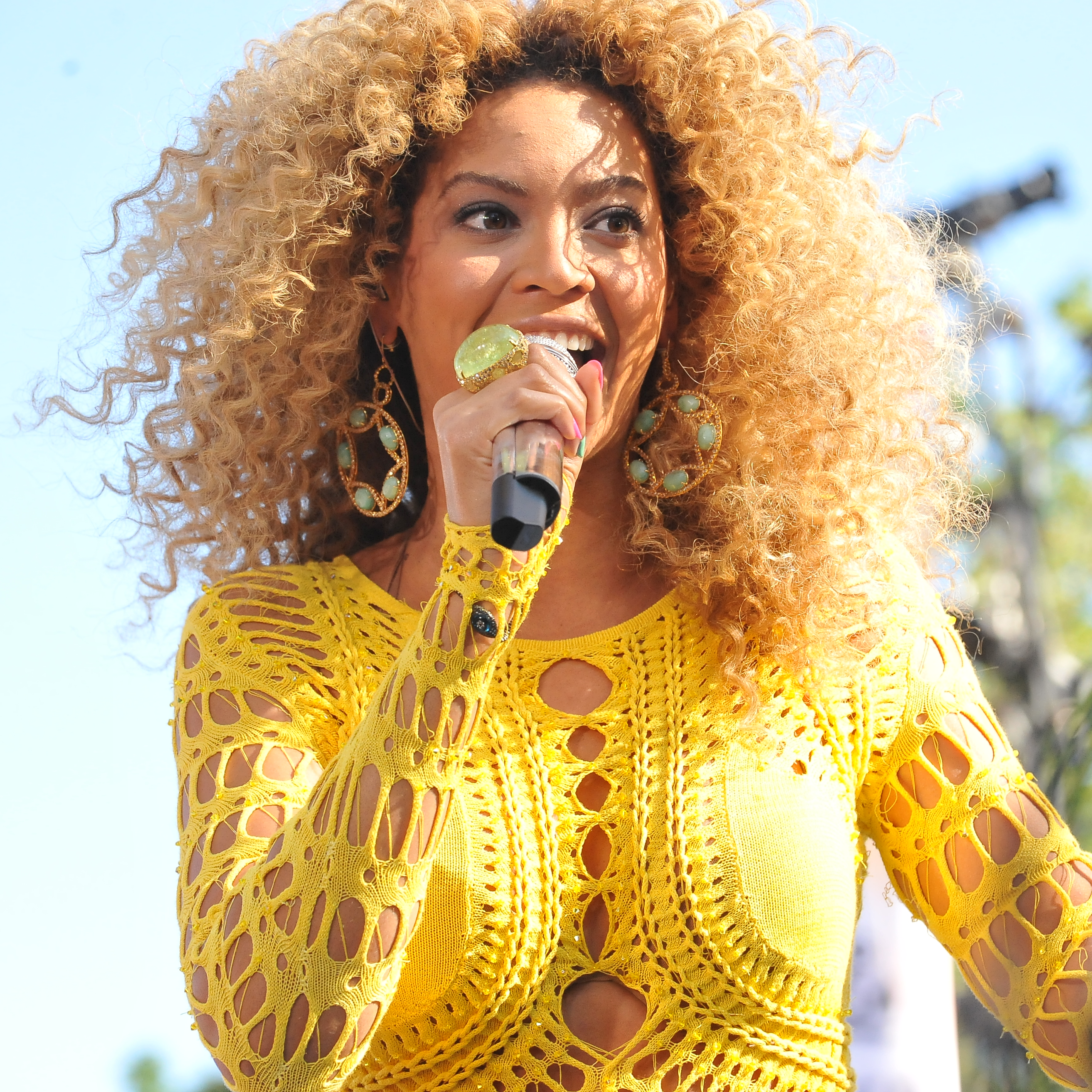
Los críticos elogiaron la voz de la cantante

«1+1» recibió mayoritariamente elogios de los críticos musicales, quienes destacaron la demostración eficaz de la voz emotiva de Beyoncé gracias a la instrumentación ligera, y aprobaron que la balada fuese la canción de apertura en 4. Contessa Gayles de AOL Music la describió como «dolorida, chirriante, en el mejor sentido del término» y Nadine Cheung de AOL Radio señaló que la instrumentación minimalista destaca la letra de la canción y muestra con eficacia la «voz potente y el control impresionante» de Beyoncé, y añadió: «Las letras son tan intensas que no hay necesidad de un puente complicado o un cambio de tonalidad dramática». Brandon Soderberg de Pitchfork Media comentó: «Ella exprime y vende totalmente el carácter punzante de la canción, y cuando la guitarra imponente irrumpe justo en el momento apropiado, resulta catártica. En ese preciso momento, este pastiche apasionado de pop de todos los tiempos se convierte en un clásico por derecho propio». Ryan Dombal, de la misma webzine de música, comentó que «"Someone like You" de Adele es la única balada pop reciente que se le acerca a la poderosa "1+1"». El equipo de redacción de El País Uruguay la describió como una «balada romántica» y  la «canción madre» de la que se desprende todo el resto del disco, mientras que Michael Cragg de The Guardian la consideró una «balada acaramelada» y elogió a Beyoncé por mostrar su voz sin adornos. Sin embargo, declaró que no es lo que la gente quiere de la cantante y su rendimiento comercial hasta ahora, ha reflejado eso. Por su parte, Nekesa Mumbi Moody de Yahoo! Colombia dijo que la «balada más conmovedora es también la mejor, en la que Beyoncé regresa a los básicos del R&B y los hace arder a pesar de su simplicidad». David Amidon de PopMatters afirmó: «Las pistas de respaldo no tienen interés en los típicos objetivos [de Beyoncé] de interpretar temas progresivos y energéticos, y opta por enfocar la atención en sus registros vocales demoledores. "1+1" es el mejor resultado de [este planteamiento], al proporcionarle finalmente a Beyoncé una canción que puede competir con las favoritas de los padres de esta generación».
Jocelyn Vena, de MTV News, sostuvo: «Puede que Beyoncé no tenga ni idea de álgebra, pero cuando se trata de las matemáticas de las baladas poderosas, las entiende totalmente». Matthew Perpetua de Rolling Stone sostuvo que «el álbum comienza con su balada más tierna, un número de fuego lento que recuerda a "Wonderful World" de Sam Cooke y "Purple Rain" de Prince sin que parezca una versión nueva de cualquiera de ellas. [...] Suena mejor en el contexto del álbum, donde su desarrollo lento y constante hasta un solo de guitarra catártico es la introducción perfecta para un conjunto de canciones mayoritariamente sencillas sobre el amor y el desamor». Joanne Dorken de MTV UK, al compartir la opinión de que «1+1» era la «perfecta apertura» de 4, indicó que «expone un lado más vulnerable de Beyoncé». El sitio Jenesaispop la describió como «tan bonita como sexy» y concluyó que «ese "make love to me" y el punteo de guitarra [...] ya ocupan un lugar en la historia». Jon Caramainca de The New York Times elogió la voz de la cantante y declaró que «["1+1"] requiere músculos vocales que pocas cantantes poseen y menos aún ejercitan». JC Ramírez Figueroa de EMOL dijo que la pista «suena muy clásica, con una guitarra avejentada, un órgano envolvente y los impecables recursos vocales de la diva afroamericana». Escribiendo para The Baltimore Sun, Wesley Case la incluyó en su lista de las cinco grandes canciones y elogió su concepto. Comentó que comenzó a llorar cuando escuchó la versión del álbum, a la que llamó «conmovedora» y «magnífica». Case valoró la sensibilidad de Beyoncé y concluyó que «se va haciendo tenue como una elipsis y es increíblemente hermosa». Gerardo González V. de La Nación Costa Rica comentó que era un «derroche de amor» y que Beyoncé le imprimía «emoción e intensidad».

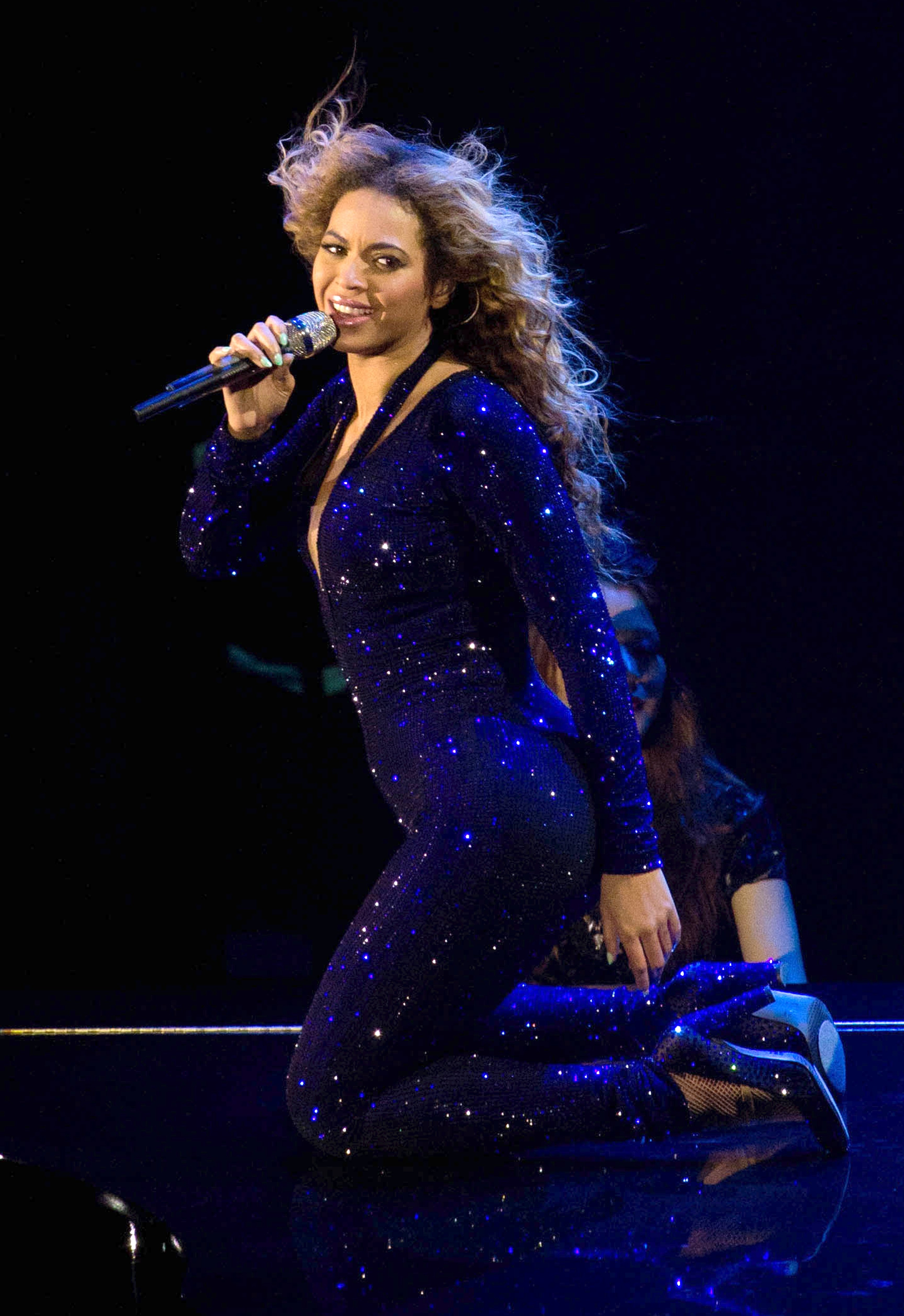
La cantante interpretando el tema en Birmingham en 2013, como parte de la gira The Mrs. Carter Show World Tour (2013-2014)

Cameron Adams del Herald Sun dijo que «1+1» es «increíble [y] Beyoncé jamás ha sonado más sincera y tierna que cuando canta "ayúdame a bajar la guardia, hazme el amor"». Del mismo modo, Claire Suddath de la revista Time comentó que la canción es probablemente la mejor balada que Beyoncé hizo en años. Amos Barshad de New York la describió como «una balada de amor grande». Andy Kellman de Allmusic la seleccionó como uno de los temas más importantes del disco, y la describió como «una muestra sencilla y serena para la voz [de Beyoncé], [que] se desvanece con un solo de guitarra sombrío, exhibe momentos breves de energía y se disipa lentamente». Chris Coplan de Consequence of Sound comentó que, en contraste de la geometría enseñada en la escuela, hay algo interesante en «1+1»; señaló que la balada no cuenta con el tono vivaz de la mayoría de sus ofertas anteriores y, por tanto, se centra en el «increíble registro vocal de Beyoncé». Leah Collins de la revista canadiense Dose la describió como una «balada melodramática de soul». Un reportero de The Huffington Post declaró que «1+1» es un cambio radical con respecto a «Run the World (Girls)», y observó que Beyoncé «reemplaza la osadía [de "Run the World (Girls)"] con entrega»; agregó que es uno de los primeros ejemplos donde «Beyoncé mantiene su promesa de incluir una variedad total de sonidos nuevos en 4». Asimismo, Rap-Up elogió la canción, y explicó a los lectores que «si "Run the World (Girls)" no era lo suyo, este tema  le gustará». Por el contrario, Katy Hasty de HitFix criticó la letra: «parece que la escribió un alumno de segundo grado». El equipo de redacción de Hipersonica concluyó: «Salvo el disfrutar de lo fantástica que suena en directo, la canción no resulta llamativa por ninguna parte ni es lo suficientemente atractiva para terminar compitiendo en la carrera de los singles». Spencer Kornhaber de The Atlantic se refirió al tema como la antítesis de «Run the World (Girls)»; señaló que el título de la canción se relaciona con la codependencia, y concluyó: «Está incompleta sin su hombre; ella, por sí sola, no dirige el mundo». Finalmente, la autora Kaoru, del mismo sitio, dijo que en «1+1», «el amor prima por encima de todas las cosas, salvo del sexo, que la cantante reclama en mitad del estribillo sin ningún complejo».

### Reconocimientos
El crítico Sean Michaels de The Guardian colocó a «1+1» en el número uno en su lista de las 10 mejores canciones de 2011. La canción también figuró en el número 30 de la lista de fin de año de las mejores canciones de 2011 de los periodistas de The Guardian. Allison Stewart del Washington Post la colocó en el primer puesto de su lista de fin de año de los mejores sencillos, y escribió que Beyoncé «simplemente borda lo que de otra manera no pasaría de ser una balada normal y corriente. El evidente orgullo que [Beyoncé] siente por sus habilidades [...] se detecta en cada nota, sin que dé la impresión de vanagloriarse. Es simplemente dulce». Además, «1+1» quedó en el vigésimo lugar de las 23 mejores canciones de Beyoncé, hecha por el crítico Matthew Perpetua de Buzz Media, quien escribió: «Beyoncé tiene una gran voz para las baladas, pero realmente no es su fuerte. En su mayor parte, sus baladas han dado espacio para mostrar su destreza vocal, pero dejan su lugar para la excentricidad. "1+1" funciona porque llega a ser tierna y también un poco extraña, con fraseos raros puntualizando algunas de las letras más sentimentales de su carrera». En la lista de sencillos anual de Pazz & Jop de The Village Voice, «1+1» se ubicó en la posición 77. Los miembros del personal de Pitchfork Media la colocaron en el número 26 de su conteo de las 100 mejores canciones del 2011, donde escribieron:

Explorar el trabajo de Beyoncé en «1+1» es como un viaje al centro de sus capacidades, deshojando todos los accesorios hasta que lo único que queda es su voz, sin la que el tema no sería más que una balada inapreciable. [...] «1+1» posee esa intensidad algo inquietante que ha sido el secreto peor guardado del género rhythm and blues desde el «I Have Nothing» de Whitney Houston, pero que al mismo tiempo demuestra por qué Beyoncé destaca entre otras divas de voz grandiosa que personifican a Whitney. [...] Beyoncé es la capitana general del R&B, exigiendo de sus oyentes y de sí misma una fidelidad absoluta a las posibilidades emocionales de la música, con un ardor perfectamente modulado que es, a partes iguales, cautivador y tiránico.

## Recepción comercial

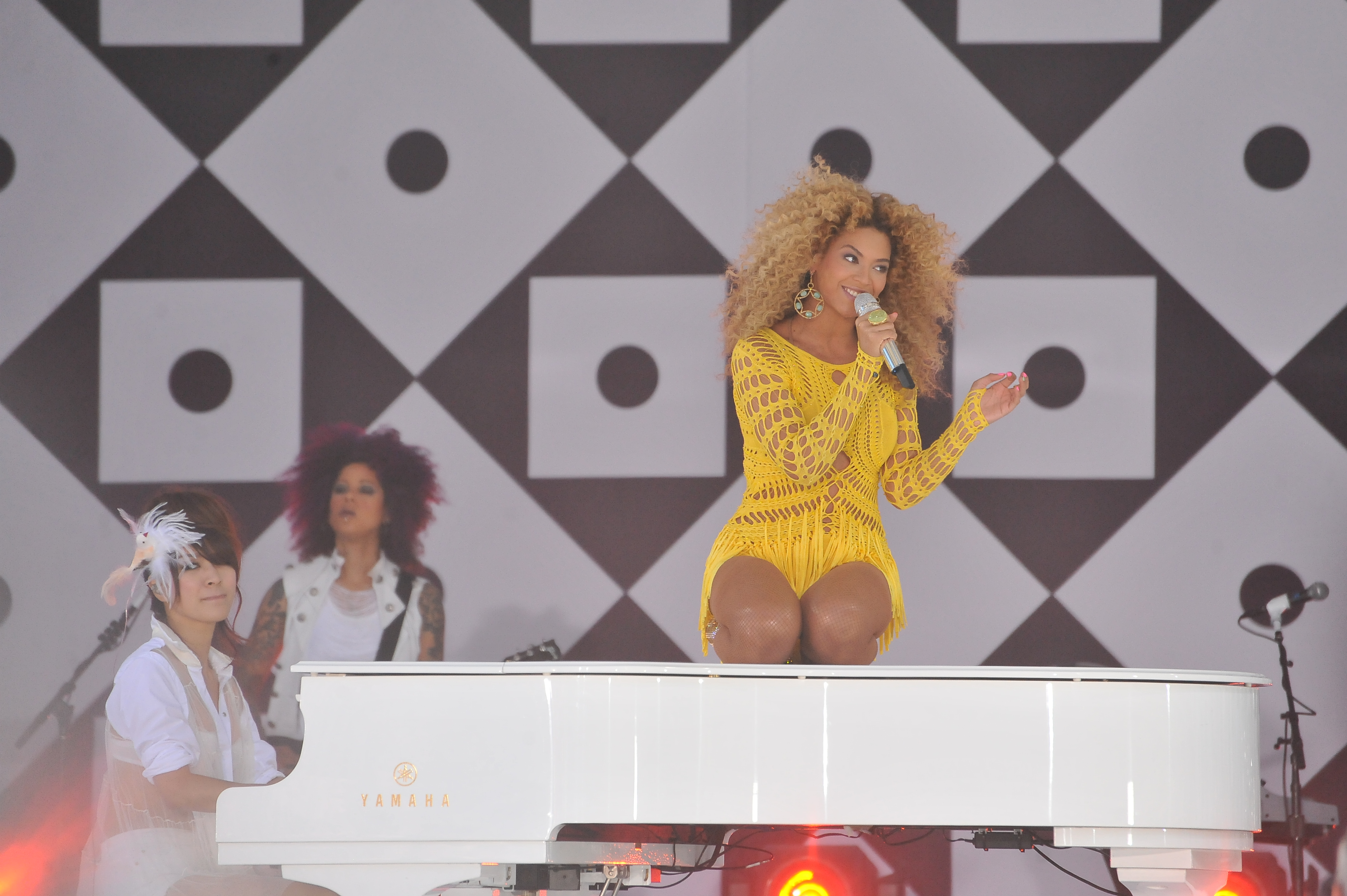
Beyoncé interpretando la canción durante la serie de conciertos de verano de Good Morning America, en julio de 2011

A pesar de las buenas críticas que obtuvo «1+1», su recepción comercial mundialmente fue moderada. En Norteamérica, entró en el puesto número 33 de la lista estadounidense Digital Songs, de Billboard, donde permaneció solo una semana. También apareció en el número 57 del Billboard Hot 100 y figuró solo en dos ediciones en dicha lista. En la semana del 11 de junio, la canción llegó al número cinco del conteo Bubbling Under R&B/Hip-Hop Singles, una extensión de 25 posiciones de la lista Hot R&B/Hip-Hop Songs. En la misma semana, ocupó la posición 82 de la Canadian Hot 100 de Canadá. Por otro lado, en el Reino Unido, tras el lanzamiento de 4, «1+1» debutó en el número 76 del UK Singles Chart y en el 23 del UK R&B Chart, en la edición del 9 de julio de 2011. El 11 de septiembre del mismo año, después del lanzamiento del vídeo musical, se trasladó desde el número 125 hasta el 71 del UK Singles Chart. La semana siguiente, llegó a la posición vigesimoprimera del UK R&B Chart. En Portugal, por su parte, ocupó el puesto 14, tras haber estado dos semanas en la lista. Luego de que la canción vendiese 18 263 copias digitales, llegó al número 25 de la lista Gaon Chart de Corea del Sur.

## Vídeo musical

### Antecedentes y sinopsis
El rodaje del vídeo de «1+1» tuvo lugar el 3 de agosto de 2011, en el mismo periodo que los de otras canciones de 4. El clip, de cuatro minutos y medio de duración, se estrenó el 26 de agosto de 2011 en E! News a las 7:00 p. m. (ET/PT) y apareció una hora después en el sitio web de Beyoncé. La dirección estuvo a cargo de la misma cantante, junto con Lauren Briet y Ed Burke. En la descripción en el sitio web oficial puede leerse: «Una historia de amor en su mejor momento; es sobre el compromiso y la consumación y muestra a Beyoncé hermosa como nunca. El vídeo experimenta con efectos visuales psicodélicos e iluminación innovadora que le da un ambiente de película». Posteriormente, figuró en la edición de lujo del DVD Live at Roseland: Elements of 4 (2011).
El vídeo presenta primeros planos de Beyoncé, una iluminación psicodélica y fotografías simétricas. Tras las primeras notas de la guitarra acústica, aparece la artista, con el cabello rubio cayéndole por sus hombros desnudos. Mientras mira fijamente a la cámara, su piel brilla como cubierta con una sustancia reluciente similar a la miel. Empieza a cantar la primera estrofa girando la cabeza de derecha a izquierda con su mirada dirigida fuera de cámara; al llegar al estribillo, se muestran escenas donde aparece en una habitación en penumbra y acercando el rostro a un chorro de agua, que roza suavemente con sus labios y palmas. El escenario cambia y la cantante está de vuelta en la habitación, donde se quita el vestido. Mientras se acaricia el cuerpo, una serie de luces se proyectan detrás de ella, y actúan como telón de fondo. Durante la segunda estrofa, el vídeo comienza a utilizar efectos visuales de simetría. Ella se encuentra envuelta en telas amplias y ondulantes sobre un fondo de color púrpura. A medida que la canción avanza, sus emociones se intensifican, y la cámara se enfoca en las lágrimas que le bajan por las mejillas. Un hombre al que nunca se le ve el rostro aparece detrás de Beyoncé y la abraza estrechamente con sus brazos musculosos. Con lágrimas, le pide que le haga el amor cuando termina de cantar. Durante el solo de guitarra que cierra la canción, se ve envuelta por luces de colores y efectos especiales. El vídeo concluye con la escena de Beyoncé con piel refulgente sobre un fondo oscuro.
Posteriormente, el 1 de noviembre de 2011, se publicó la versión del director, que presenta algunas diferencias del original; al principio del clip, se reducen los tonos y el brillo, como así también los efectos de luces en el fondo. Asimismo, incorpora más imágenes en blanco y negro y tomas adicionales con el hombre musculoso. Nadine Cheung de PopCrush declaró: «La versión del director retrata la canción de una manera más cruda y orgánica, y mientras que todavía usa un puñado de trucos, parece menos autocomplaciente que el que fue lanzado en agosto. Pero no te preocupes, Beyoncé todavía es tan sensual como siempre en el clip». Por su parte, el sitio Pause.es comentó que Beyoncé mostró su lado más sensual, atrapando al espectador simplemente con imágenes muy sugerentes.

### Recepción

La cantante interpretando «1+1» durante la revista 4 Intimate Nights with Beyoncé, en agosto de 2011

Jennifer Cady de E! News opinó que el vídeo era «sexy» y «bastante sencillo», y comentó: «No hay coreografías de bailes pegadizos ni vestidos raros, solo la reina Bey [Beyoncé] luciéndose en ropa interior y cantando su amor y devoción a su hombre». Cady añadió que el vídeo resultaba entretenido por el pelo y la piel mágica «en serio» de Beyoncé, que era brillante como Edward Cullen. Asimismo, El Espectador afirmó que el «clip deja a un lado los movimientos de cadera tradicionales para dar paso a una historia de amor contada de una forma muy sensual». Tanner Stransky de Entertainment Weekly concluyó que aunque el vídeo era diferente de los anteriores «espectáculos sobreproducidos» que Beyoncé ha hecho, «es difícil quitarle los ojos de encima». Terra México lo describió como «sencillo pero provocativo» y concluyó que «aunque solo se ven los brazos y la espalda, la cantante muestra la emoción y devoción de la que se habla en la canción». El equipo de redacción de Qué! lo elogió y comentó que los sentimientos que expresa Beyoncé «acercan al espectador». Concluyó que «cuando se observa a la cantante muy apasionada junto a un acompañante masculino, quizá [es] el momento más hot de la nueva producción». Melinda Newman del sitio HitFix remarcó «algunas secuencias caleidoscópicas encantadoras y las telas ondulantes»; añadió que «[...] nunca vemos su "+1", a excepción de un breve atisbo de su brazo y espalda, pero así el vídeo es más efectivo».
Además, Willa Paskin de New York elogió el minuto final en el que «se nos muestra lo que se supone que es el equivalente instrumental de un orgasmo», ilustrado por efectos caleidoscópicos de pantalla partida; según la crítica, el video finaliza con Beyoncé mirando a la cámara «con satisfacción postcoital». Mawuse Ziegbe de The Boston Globe observó que el atractivo sexual de Beyoncé en el vídeo estaba en su punto máximo. Comparó los efectos caleidoscópicos con los de «Born This Way» de Lady Gaga y concluyó su crítica señalando que, al final, «el vídeo prueba que la cantante no necesita trajes elaborados, ritmos que son himnos de discoteca o canciones que hagan mover el trasero para causar entusiasmo. Pero una melena brillante al viento siempre viene bien». Del mismo modo, un periodista de MTV UK calificó favorablemente los «efectos de luces y los trucos simétricos de la cámara», que «[venden] el sexo como arte». Leah Collins, de la revista canadiense Dose, comentó que Beyoncé «parece estar dotada de poderes sobrenaturales de seducción» en el vídeo. Un reportero de Rolling Stone lo consideró «el vídeo musical más húmedo [en referencia a lo sexual] hecho jamás», y agregó que, a pesar de que «el contenido ultra húmedo puede ser una molestia para algunos, el clip [...] coincide perfectamente con el tono romántico y sensual de la canción». Maura Johnston, de The Village Voice, encontró similitudes con «Untitled (How Does It Feel)» y «Feels Like for a Girl» de D'Angelo y lo comparó con el de «Sweet Dreams» (2009).
Rob Markman de MTV News opinó que la coreografía es muy diferente de los números de baile normales de Beyoncé, caracterizados por secuencias intensas, movimientos de caderas y sacudidas de trasero. Comentó: «En cambio, [aquí] Beyoncé elige pasos de estilo ballet, y se viste con un leotardo y una capa larga ondulante». Markman añadió que el vídeo probablemente «pasará desapercibido» en comparación con otras de sus producciones de alto presupuesto, como «Single Ladies (Put a Ring on It)» (2008) y «Crazy in Love» (2003). Concluyó que «[...] como la canción, el vídeo de "1+1" no debería medirse en términos de tamaño, sino más bien de presentación emotiva y de sensualidad sutil». Aaron-Spencer Charles del periódico inglés Metro comentó que Beyoncé se presenta «sudorosa y brillante» y «impone la temperatura». Siguió diciendo que «Jay-Z es sin duda un hombre afortunado cuando pide a su amante "hacerle el amor" una y otra vez». Un escritor de The Huffington Post afirmó que el vídeo de «Single Ladies (Put a Ring on It)» fue el trabajo más emblemático de Beyoncé, pero agregó que, después del estreno de «1+1», «puede tener compañía». David Malitz de The Washington Post afirmó que Beyoncé parecía salida del huracán Irene al principio, pero agregó que al final se asemejaba a «cualquier vídeo de chillwave». La revista OK! lo consideró «cursi». A Mike Conklin de la revista L no le satisfizo el trabajo, y sostuvo: «De una estrella pop que se considera generalmente, y con buenas razones, de las mejores que tenemos, tendría que haber muchos pensando que debió haber hecho las cosas mejor». Además, mencionó varios clichés que encontró: «¡Agua cayendo sobre la boca abierta de la cantante! ¡Cubos de hielo! ¡Los labios presionados contra un vidrio!». Por último, el equipo de redacción de Jenesaispop citó: «Lozana ella, pide que le hagan el amor mientras posa o se baja los tirantes de distintos modelos de lencería de dudoso gusto, lo cual parece que ocurre figuradamente a manos de un gigante de ébano bien musculado, entre gasas que vuelan, vendas en los ojos, humo que sale de la boca... ¿Qué?». Concluyó su crítica describiéndolo como una «parafernalia, que, como la canción, es casi paradigmática del Prince de los años '80».

## Interpretaciones en directo

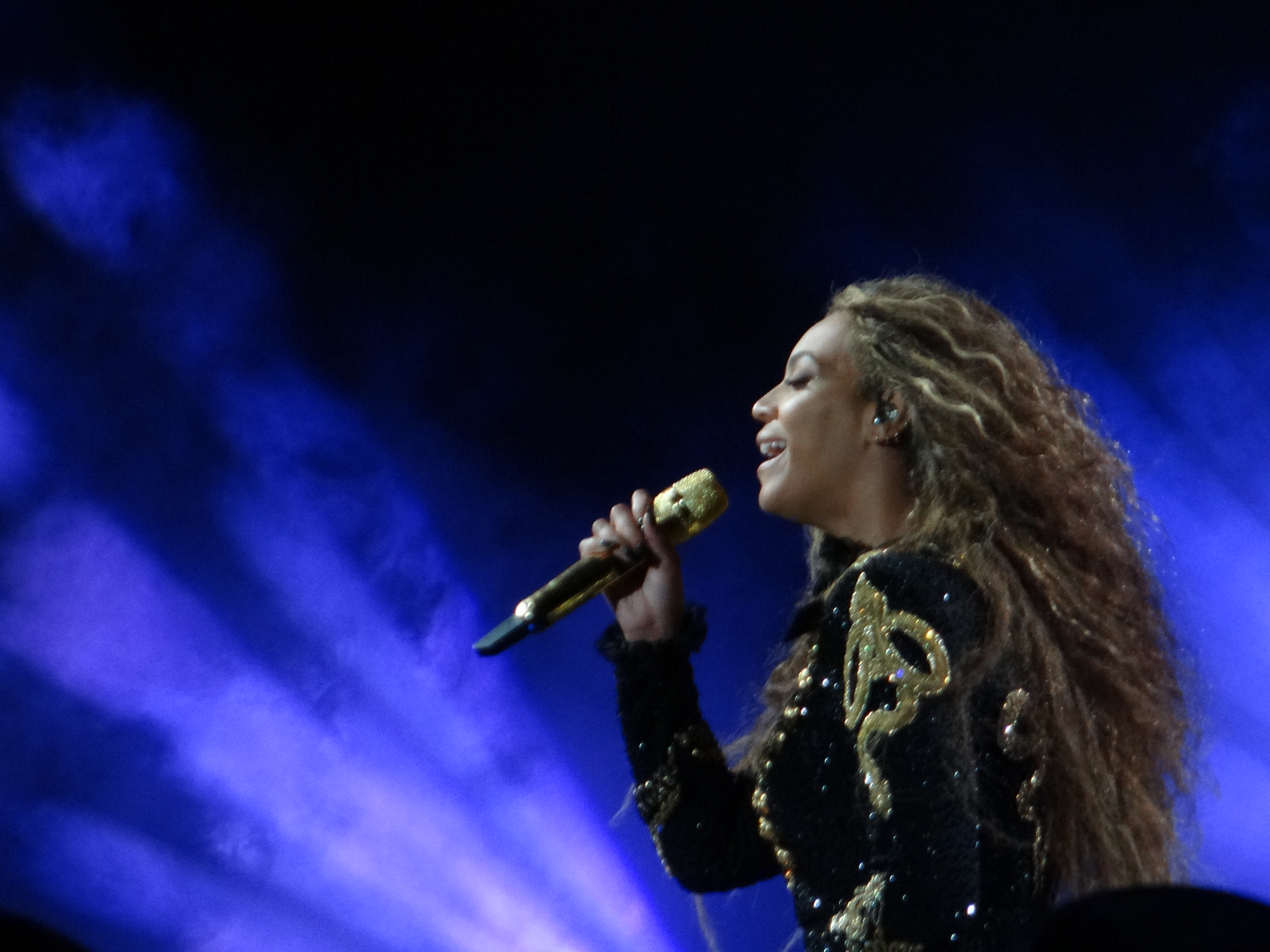
Beyoncé interpretando la canción durante la gira The Formation World Tour, en 2016

Beyoncé interpretó por primera vez «1+1» en la final de la décima temporada de American Idol el 25 de mayo de 2011. Antes de la actuación, las trece finalistas del programa interpretaron un popurrí de «Single Ladies (Put a Ring on It)», «Irreplaceable» e «If I Were a Boy», y la cantante se unió para cantar «Crazy in Love». El periódico español Qué! definió la actuación como «espectacular», mientras que un escritor de The Huffington Post la llamó «una interpretación épica y emotiva» y elogió que Beyoncé «canaliz[ara] cada partícula de energía de la sala» con su voz. Becky Bain de Idolator escribió: «Beyoncé, tú eres nuestro American Idol [...] Suena y se ve increíble, y aunque teníamos dudas cuando escuchamos la canción por primera vez [...], esta interpretación en directo nos convenció». Poco después de la actuación de Beyoncé en American Idol, una grabación que apareció en línea recibió una cobertura considerable en los medios y se convirtió en un vídeo viral de inmediato tan pronto se estrenó en la web; Jay-Z filmó con un teléfono con cámara a la cantante ensayando la canción entre bastidores en American Idol, sin micrófono y acompañada solo por un teclado. En una introducción al vídeo en el sitio web Life + Times, escribió: «A veces necesitas perspectiva. Has estado justo en frente de la grandeza tantas veces que es necesario dar un paso atrás y ver todo de nuevo por primera vez». John Boone y Jennifer Cady de E! Online lo colocaron en el puesto número ocho en su lista de los diez mejores vídeos de la artista, y escribieron: «1) Escúchala. [...] Esta es Beyoncé al natural y aun así suena perfecta, y 2), la filmó Jay-Z y eso es simplemente adorable». En la reseña de 4, Ryan Dombal de Pitchfork Media elogió el vídeo y escribió: «Jay-Z dirigió uno de los mejores vídeos musicales del año [...] que tiene el mismo encanto espontáneo que los clips [...] que Vincent Moon popularizó en sus Take-Away Shows».
Beyoncé interpretó el tema en un concierto promocional en el Palais Nikaïa, en Niza, Francia, el 20 de junio de 2011. También formó parte del repertorio en su presentación en el Festival de Glastonbury el 26 de junio de 2011. El 1 de julio, la artista realizó un concierto gratuito como parte de las series de conciertos de verano de Good Morning America, donde la cantó de rodillas encima de un piano de cola blanco. La canción figuró en el programa de televisión estadounidense, The View y durante su revista 4 Intimate Nights with Beyoncé, que tuvo lugar en el Roseland Ballroom de Nueva York en agosto de 2011; en esta ocasión, la cantante lució un vestido dorado y cantó el tema delante de 3500 personas. Durante la actuación, Beyoncé de nuevo se arrodilló sobre un piano. En la presentación, la cantante utilizó humo y luces rojas, al igual que en la actuación de American Idol; Erika Ramírez de Billboard la describió como «impecable». Mike Wass de Idolator elogió cómo Beyoncé «exprimió hasta la última gota de emoción de la letra de "1+1" y llegó a cada nota perfectamente», y concluyó que se trataba de «un despliegue impresionante». Brad Wete de Entertainment Weekly comentó que la voz de Beyoncé «resonó con sentimiento, solo interrumpiéndose para que la gente pudiera llenar las pausas y dar la impresión de cantar con ella». Joycelyn Vena de MTV comentó que las habilidades vocales de Beyoncé en «1+1» «eclipsan todo».
Otra interpretación de la canción tuvo lugar durante un especial de ITV titulado A Night With Beyoncé, que salió al aire el 4 de diciembre de 2011 en el Reino Unido. En mayo de 2012, Beyoncé la cantó durante su revista Revel Presents: Beyoncé Live en Atlantic City, Nueva Jersey, en el complejo turístico Revel. La interpretó de rodillas sobre el piano. Jim Farber de Daily News comentó que la cantó con «precisión [...], e inclinó la balanza hacia su lado  más suave». Según Chuck Darrow de The Philadelphia Inquirer, la interpretación acústica «resultó un respiro agradable del implacable "bum-bum-bum" de los abundantes números dance pop». Brad Wete de la revista Complex escribió que «la voz de B [Beyoncé] fue estelar». Finalmente, «1+1» formó parte del repertorio de las giras mundiales The Mrs. Carter Show World Tour (2013) y The Formation World Tour (2016).

## Otras versiones y uso en los medios de comunicación
El demo de The-Dream de «1+1», titulada originalmente «Nothing but Love», se filtró en Internet a finales de mayo de 2011. Michael Cragg del diario The Guardian consideró que «recordaba a Prince». A finales de junio de 2011, la artista estadounidense Dondria publicó un vídeo donde interpretaba «1+1», sentada frente a su computadora. El 12 de julio de 2011, Rap-Up informó que la cantante Tiffany Evans, que anteriormente había versionado la canción de Beyoncé «Speechless», realizó una adaptación de «1+1» con algunas modificaciones en la letra.
Beyoncé apareció en Entertainment Tonight el 16 de junio de 2011 para promover la edición de lujo Target de 4 y presentó un anticipo de su anuncio de televisión, en la que usó a «1+1» y «Countdown» como música de fondo y comenzó a transmitirse en los Estados Unidos el 24 de junio de 2011.

## Listas de canciones y formatos
| Australia y Norteamérica - Descarga digital |                           |          |  |
| N.º                                         | Título                    | Duración |  |
| 1.                                          | «1+1» (versión del álbum) | 4:33     |  |

## Posicionamiento en listas
| País (Lista 2011)                                   | Mejor posición |
| --------------------------------------------------- | -------------- |
| Canadá                                              | 82             |
| Corea del Sur                                       | 25             |
| Estados Unidos (Billboard Hot 100)                  | 57             |
| Estados Unidos (Bubbling Under R&B/Hip-Hop Singles) | 5              |
| Estados Unidos (Digital Songs)                      | 33             |
| Portugal                                            | 14             |
| Reino Unido (UK Singles Chart)                      | 71             |
| Reino Unido (UK R&B Chart)                          | 21             |

## Créditos y personal
Créditos adaptados de las notas de 4.
- Lee Blaske: Cuerdas
- Val Brathwaite: Asistente de mezcla
- Steven Dennis: Asistente de ingeniería
- Mark Gray: Ingeniero de audio
- Nikki Gallespi: Batería
- Beyoncé: Voz principal, productora, compositora
- Tony Maserati: Mezcla
- Terius «The-Dream» Nash: Productor, compositor
- Jason Sherwood: Asistente de ingeniería
- Christopher «Tricky» Stewart: Productor, compositor
- Brian «B- LUV» Thomas: Grabador
- Pat Thrall: Grabador
- Pete Wolford: Asistente de ingeniería, Guitarra
- Jordan «DJ Swivel» Young: Grabador